# Pegomya cinctinervis
Pegomya cinctinervis är en tvåvingeart som beskrevs av Stein 1918. Pegomya cinctinervis ingår i släktet Pegomya och familjen blomsterflugor. Inga underarter finns listade i Catalogue of Life.